# Denham Fouts

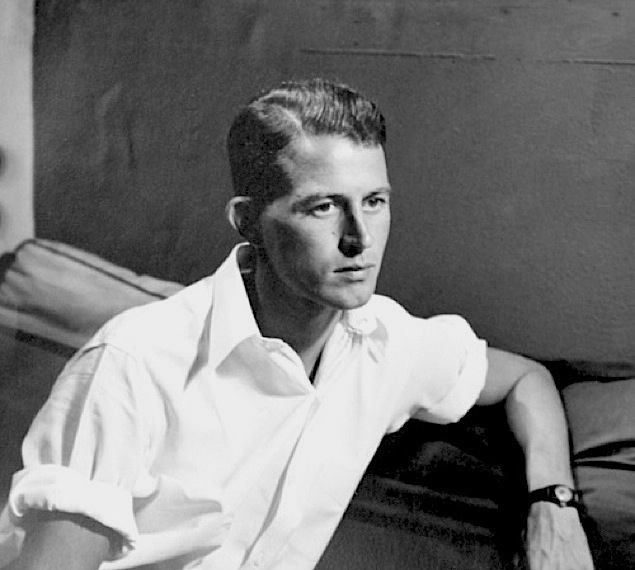
Denham Fouts

Denham „Denny“ Fouts (* Mai 1914 in Jacksonville; † 16. Dezember 1948 in Rom) war ein US-amerikanischer Prostituierter und Gigolo. Er galt als Muse und teils Liebhaber unter anderem von Truman Capote, Gore Vidal und Christopher Isherwood. Eine Liebesaffäre mit Prinz Paul von Griechenland wurde ihm nachgesagt. Er starb 34-jährig in Rom nach längerer Drogenabhängigkeit.

## Jugend
Fouts wuchs in einer konservativen Familie in Jacksonville, Florida auf. Als Zwölfjähriger wurde ein Leserbrief von ihm an die Time veröffentlicht, in dem er das Vorgehen eines deutschen Filmemachers anprangerte, der zwei Pferde für die filmische Dokumentation ihres Sterbens töten ließ. Nachdem er einen Artikel in der Schulzeitung veröffentlicht hatte, in dem er den Sozialismus verteidigte, wurde er von der High School verwiesen. Sein Vater vermittelte ihm über seinen Onkel einen Job in Washington D.C. Wenige Monate später ging Fouts nach Manhattan und arbeitete zunächst als Einpacker in einem Supermarkt.

## Leben
Im New Yorker Nachtleben begann Fouts, seine Ausstrahlung gezielt einzusetzen. Er fragte den Bestsellerautor Glenway Wescott um Rat, wie er sich reiche Gönner verschaffen könnte. Eine Bekanntschaft mit einem deutschen Baron brachte ihn anschließend nach Berlin. Von dort aus reiste Fouts nach Venedig, um schließlich in die Gesellschaft des britischen Adligen Evan Morgan aufgenommen zu werden.
Vor Beginn des Zweiten Weltkriegs kehrte Fouts in die USA zurück und knüpfte Bekanntschaften in der Literaturszene. Für eine kurze Zeit  studierte er an der UCLA Medizin. Truman Capote beschrieb ihn als
„...Denny, wie seine Freunde ihn nannten, darunter Christopher Isherwood und Gore Vidal, die ihn beide nach seinem Tod als Hauptfigur in einem ihrer Werke verewigten, Vidal in seiner Erzählung Seiten aus einem unbeendeten Tagebuch und Isherwood in dem Roman Tage ohne morgen. Denny war schon lange, bevor er in meiner Bucht auftauchte, eine mir wohlbekannte Legende, ein Mythos namens »Der am üppigsten ausgehaltene Lustknabe auf Erden«.“ Ähnlich beschrieb ihn Christopher Isherwood als „Dorian Gray, aufsteigend aus seinem Grab“ und als den „teuersten männlichen Prostituierten der Welt.“
Als seinen „endgültigen und bleibenden Wohltäter“ nennt Capote den Kunstmäzen Peter Watson, mit dem er für längere Zeit in Paris lebte und der sich erst nach Fouts' eskalierender Drogenabhängigkeit von ihm trennte.
1948 zog Fouts nach einem Aufenthalt in einer Entzugsklinik nach Rom. Von dort aus bat er seinen Gönner Watson wiederholt erfolglos um Geld. Er starb dort am 16. Dezember an Herzversagen. Während Capote berichtet, der Entzug habe seine gesundheitlichen Beschwerden verursacht, war laut Vanderbilt das dort leichter verfügbare Heroin eines der Motive Fouts' für seinen Umzug  nach Rom.
Fouts wurde auf dem protestantischen Friedhof in Rom begraben. Nachdem das britische Konsulat keine Verwandten hatte ermitteln können, übernahm es die Beerdigungskosten.